# Estación de Arras
La estación de Arras es una estación ferroviaria francesa, de la línea férrea París-Lille, situada en la comuna de Arras, en el departamento de Paso de Calais. Por ella transitan un gran número de trenes de alta velocidad y regionales.

## Situación ferroviaria
La estación se encuentra en el punto kilométrico 192,127 de la línea férrea París-Lille. Además, forma parte de las siguientes líneas férreas:
- Línea férrea Arras - Saint-Pol-sur-Ternoise. Línea menor, sin electrificar que une ambas localidades.
- Línea férrea Arras - Dunkerque. Línea de 113 kilómetros que une Arras con Dunkerque.

## Historia

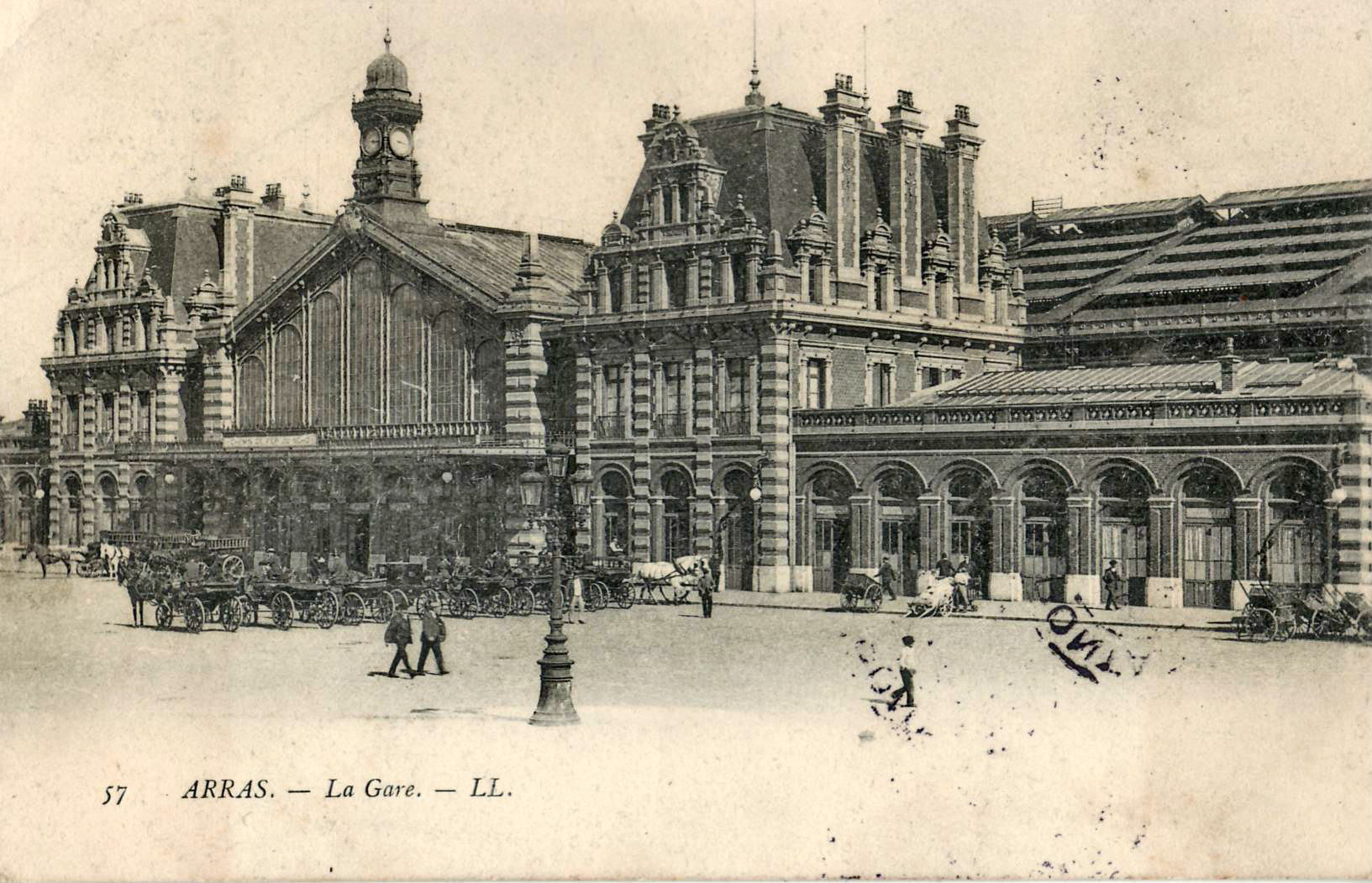
La estación, antes de 1904

Fue inaugurada en 1846 por parte de la Compañía de ferrocarriles del Norte quien construyó una estación monumental de grandes dimensiones que sufrió graves daños en dos bombardeos acontecidos en 1915 y 1942.  En 1947 un acto de sabotaje hizo descarrilar el exprés París-Lille causando la muerte a 16 personas. En la década de los 50 se edificó la estación actual.

## La estación
La estación reconstruida en mitad del siglo XX luce un diseño moderno con una amplia fachada acristalada. Posee once vías y ocho andenes.

## Servicios ferroviarios

### Alta velocidad
Por la estación circulan un gran número de trenes TGV.
- Línea Dunkerque - París.
- Línea Valenciennes - París.
- Línea Lille - Nantes / Burdeos.
- Línea Lille - Montpellier / Perpiñán.
- Línea Lille - Niza / Marsella.
- Línea Lille - Estrasburgo.
- Línea Lille - Arras.

### Regionales
Los siguientes trenes regionales transitan por la estación:
- Línea Lille - Rouen.
- Línea Lille - Amiens.
- Línea Lille - Arras.
- Línea Dunkerque - Arras.
- Línea Hazebrouck - Arras.
- Línea Boulogne-Ville - Arras.